# Biserica Santa Maria della Pietà din Veneția
Biserica Santa Maria della Pietà sau Biserica della Visitazione este o renumită biserică romano-catolică din sestiere Castello al Veneției (Italia). Fațada sa principală se află pe Riva degli Schiavoni cu vedere la lagună, la mică distanță de Palatul Dogilor. Din punct de vedere istoric, ea este amintită ca o biserică asociată cu Antonio Vivaldi și cu tinerele sale muziciene, orfane aflate în custodia Ospedale della Pietà.

## Istoric
Biserica actuală a fost construită în perioada 1745-1760, după proiectul lui Giorgio Massari (1687-1766), în imediata apropiere a locului unei biserici mai vechi, precum și unui orfelinat și spital, Ospedale della Pietà. Clădirea anterioară a fost distrusă deoarece era deteriorată de trecerea timpului și se afla pe partea dreaptă a bisericii actuale.
Fațada sa din marmură a rămas neterminată până la începutul secolului al XX-lea, fiind finalizată abia în 1906 după proiectul original, fără a mai fi realizate cele trei statui de pe acoperiș (una în centru și două laterale). O singură cruce de marmură decorează centrul acoperișului. Deasupra intrării este un basorelief larg reprezentând Caritatea (1800) de Marsili.   
Biserica este numită astfel pentru că se afla în apropierea orfelinatului vechi situat pe Calle della Pietà, unde Antonio Vivaldi și-a compus opera în cursul secolului al XVII-lea. În exteriorul bisericii se află încastrată o placă din 1548, care amenință cu blesteme și cu excomunicarea, impusă de Dumnezeu împotriva celor care își abandonează copiii în orfelinatul della Pietà din apropiere, dacă au mijloacele de a-i întreține.

## Descriere

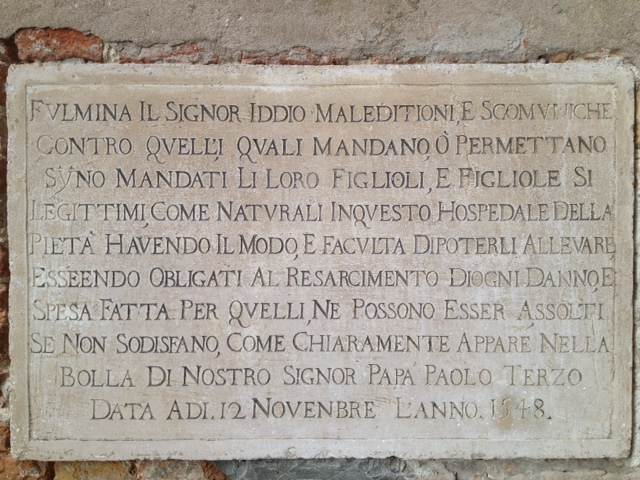
Placă în exterior, amenințând cu blesteme și cu excomunicarea pe toți cei care abandonează copii pe care îi pot creşte.

Interiorul are o formă ovală, fiind caracterizat prin două coruri cu grile din fier forjat care se întind de-a lungul pereților laterali. Plafoanele sunt pictate în frescă de Tiepolo, prezentând Tărie și pace și Triumful credinței, flancate de muzicieni angelici, în timp ce prezbiteriul a fost pictat de același artist cu Virtuțile teologice (1745-1755). Tiepolo a fost ajutat de Jacopo Guarana, elevul lui Sebastiano Ricci, care a proiectat inițial frescele.
Pe partea dreapta, în primul altar se află pictura Fecioara cu putto și patru sfinți, realizată de Francesco Daggiù din școala lui Giovanni Battista Piazzetta. Tot din școala de Piazzetta este și pictura din cel de-al doilea altar, Sf. Spiridon face să țâșnească apă dintr-o flacără de Domenico Maggiotto.
Altarul capelei principale, din marmură, este din secolul al XVIII-lea și se caracterizează printr-un tabernacol baroc bogat decorat, înconjurat de figuri în bronz aurit, realizate de Giovanni Maria Morlaiter (Arhanghelii Mihail și Gabriel), Antonio Gai (Sfântul Marcu) și Giovanni Marchiori (Sfântul Petru). Piesa principală a altarului, pictura Vizitarea, a fost începută de Giambattista Piazzetta și completată, după moartea sa, de discipolul său, Giuseppe Angeli. 
Pe partea stângă, primul altar găzduiește un alt tablou al lui Giuseppe Angeli, San Pietro Orseolo primește straiele Sf. Romuald, în timp ce în al doilea altar este un Cristos pe Cruce și Trei Sfinți de Antonio Marinetti.
Deasupra ușii de intrare în cor este o pictură de Alessandro Bonvicino (numit și Moretto da Brescia), Sărbătoare în casa lui Simon fariseul (1544), care se afla inițial în mănăstirea San Fermo și Rustico din Monselice. Plafonul corului este decorat cu fresca Triumful credinței a lui Tiepolo.

## Concerte
Orchestră de cameră I Virtuosi Italiani, fondat în 1989, a cântat de mai multe ori în sezonul concertistic 2014 în Biserica lui Vivaldi din Veneția. În repertoriul lor s-au aflat concerte de Vivaldi precum Anotimpurile, și alte concerte baroce italiene.

## Imagini

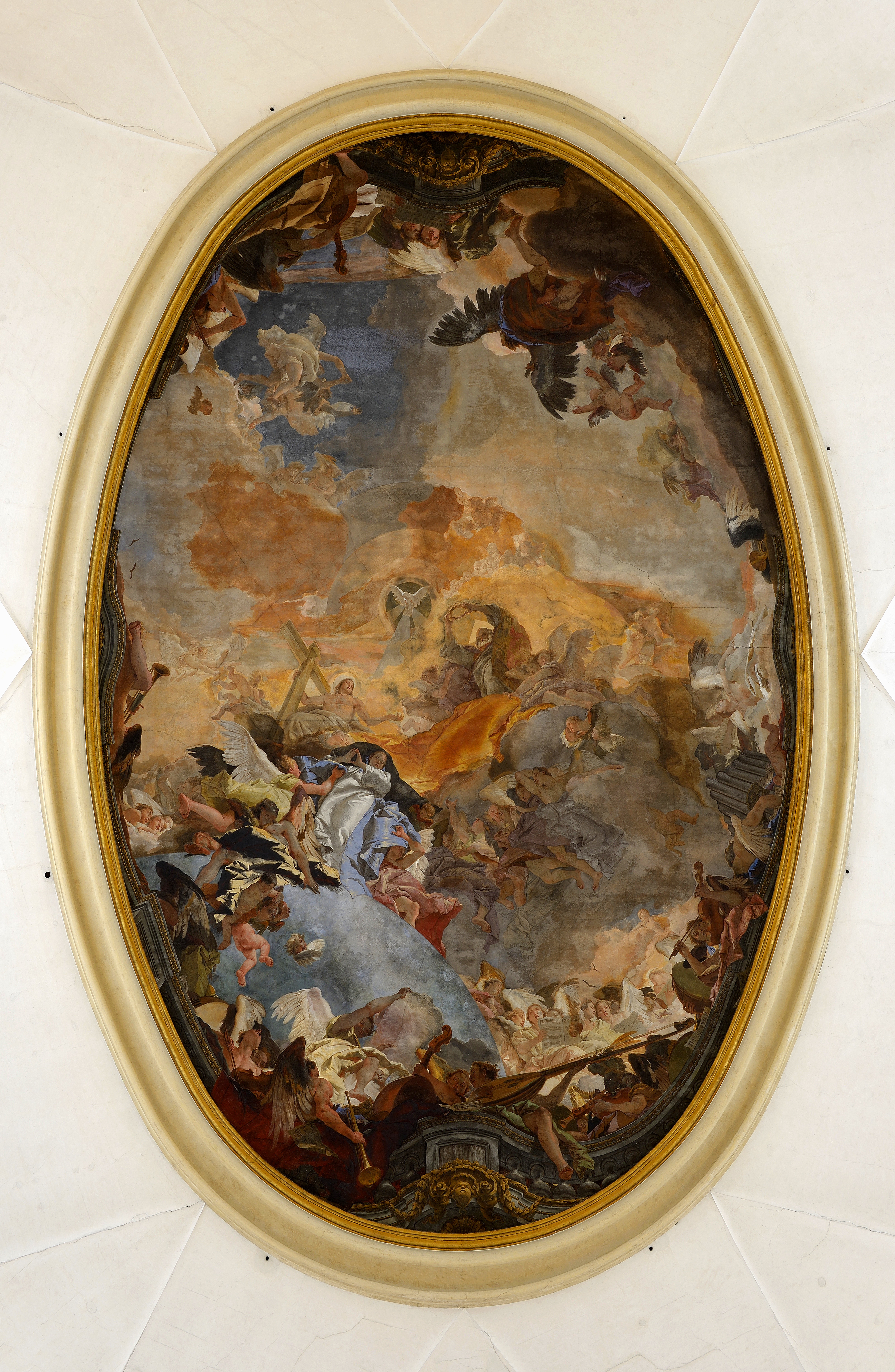
Frescă de pe tavan de Giovanni Battista Tiepolo
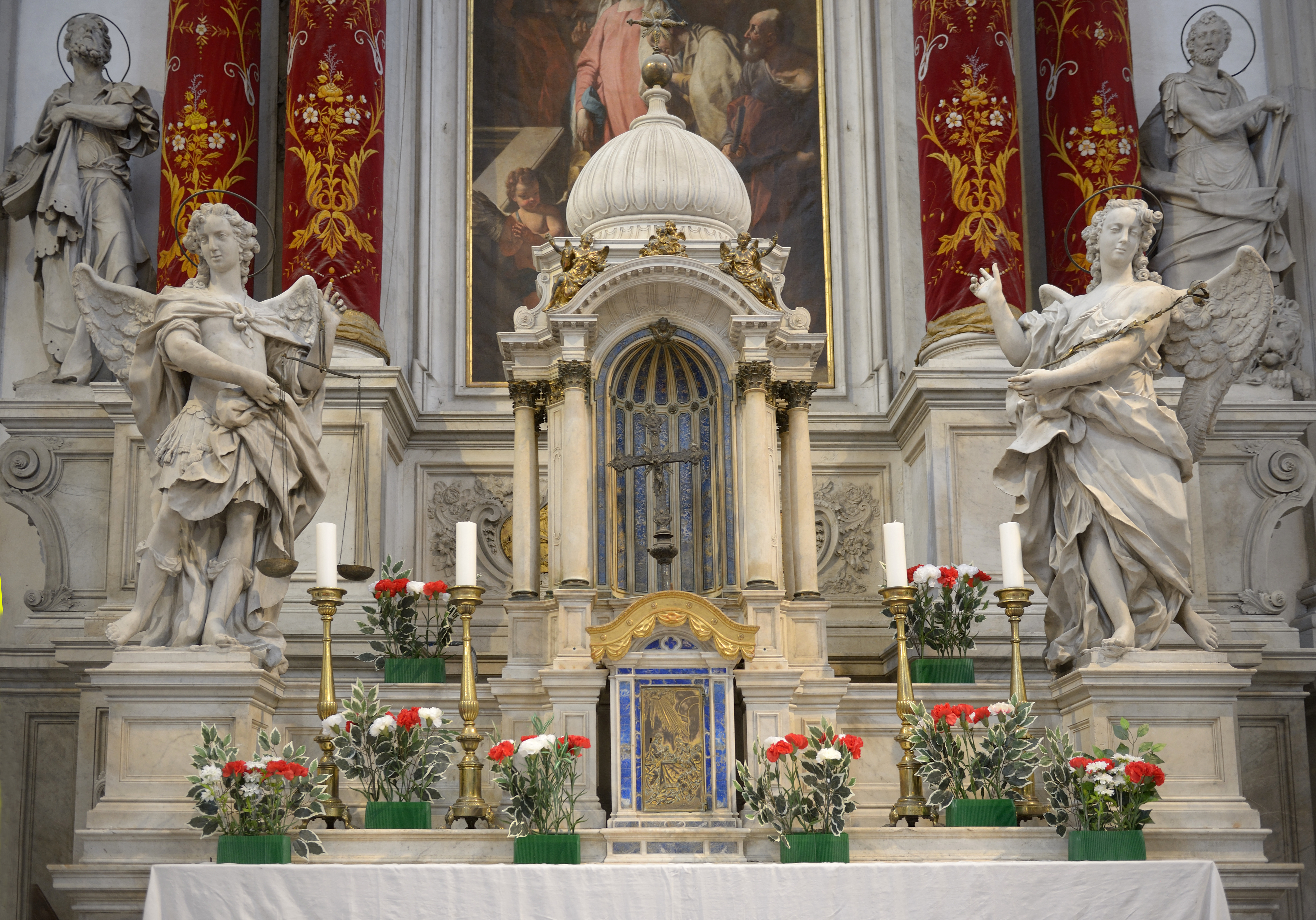
Altar cu îngeri sculptaţi de Giovanni Maria Morlaiter